# Brooks Brown
Pour les articles homonymes, voir Brown.
Brooks Steven Brown (né le 20 juin 1985 à Statesboro, Géorgie, États-Unis) est un lanceur droitier des Ligues majeures de baseball.

## Carrière
Brooks Brown est repêché par les Braves d'Atlanta au 21e tour de sélection en 2003 mais repousse l'offre et rejoint les Bulldogs de l'université de Géorgie. Il signe son premier contrat professionnel avec les Diamondbacks de l'Arizona, qui en font un de leurs choix de première ronde et le 34e athlète sélectionné au total au repêchage amateur de juin 2006. Son parcours vers les majeures est marqué par le passage par 4 organisations. Il évolue en ligues mineures pour des clubs affiliés à 4 franchises : les Diamondbacks de 2006 à 2008, les Tigers de Détroit de 2009 à 2012, les Pirates de Pittsburgh en 2013 et les Rockies du Colorado, qu'il rejoint en 2014. Il est échangé d'Arizona à Détroit en avril 2009 contre un autre joueur de ligues mineures, le receveur James Skelton, et rejoint Pittsburgh et Colorado alors qu'il est agent libre.
Brown fait ses débuts dans le baseball majeur à l'âge de 29 ans, alors qu'il lance une manche et deux tiers en relève pour Colorado le 6 juillet 2014, sans accorder de point aux Dodgers de Los Angeles.
Le 14 octobre 2015, après deux saisons au Colorado, Brown est réclamé au ballottage par les Dodgers de Los Angeles. Arrivé au camp d'entraînement des Dodgers avec des douleurs à l'épaule, il est libéré dès le début de celui-ci, le 26 février.